# Luce e ombra
Luce e ombra è una rivista trimestrale che si occupa, con prevalenza, di parapsicologia. E' distribuita gratuitamente agli aderenti della Fondazione Bozzano-De Boni. Sorta nel 1900 per volontà di Angelo Marzorati e dell'industriale lombardo Brioschi, è la più antica rivista italiana nel campo degli studi occultistici e affini.

## Storia
La rivista nacque a Milano nel Natale del 1900 dall'iniziativa del poeta milanese Angelo Marzorati finanziato dall'industriale Achille Brioschi, pubblicata dalla Società di Studi Psichici nata nel 1901.
Il campo interesse della rivista si focalizzò da subito sulla ricerca psichica. Tra i primi collaboratori figurano psichiatri come Cesare Lombroso ed Enrico Morselli e parapsicologi come Ernesto Bozzano e in seguito Emilio Servadio. Nel 1908 divenne caporedattore Antonio Bruers. Tra gli altri collaboratori dell'epoca figura Rocco Santoliquido istitutore della sezione romana, che divenne poi la sede definitiva della rivista.
Con la scomparsa di Marzorati, avvenuta nel 1931, la sede della società tornò a Milano mentre la sede della rivista rimase a Roma diretta sempre da Bruers. Negli anni successivi anche a causa del clima culturale dell'epoca la rivista cambiò nome in La Ricerca Psichica diretta da Brioschi. Nel 1939 le pubblicazioni vennero interrotte, Brioschi morì nel 1942 mentre la biblioteca della Società venne distrutta da una bomba durante la seconda guerra mondiale.
Nel 1943 il veronese Gastone De Boni ereditò la Biblioteca di Ernesto Bozzano, e nel 1946 fece riprendere la rivista; a causa della mancanza di soldi i collaboratori vi contribuivano gratuitamente, fu pubblicata per Fratelli Bocca Editori. Nata come mensile, nel 1964 a causa di problemi economici divenne trimestrale. Nel 1971 a causa di un incidente stradale di De Boni l'attività della rivista rallentò, in questo periodo lo studioso Silvio Ravaldini e la giornalista e narratrice Paola Giovetti contribuirono a rilanciare la rivista. Furono create la Biblioteca Bozzano-De Boni e l’Archivio di Documentazione Storica della Ricerca Psichica (divenuto poi Fondazione) con sede a Bologna ove accogliere tutto il materiale in eredità dalla Biblioteca di Ernesto Bozzano. Nel 1986, con la scomparsa di De Boni divenne direttore responsabile Ravaldini, Paola Giovetti direttrice editoriale. Negli anni successivi iniziò la pubblicazione del materiale storico raccolto, pubblicato in tre volumi: Le Tracce dell’Anima, articoli del periodo 1901-1925; La Realtà dell’Anima (1926-1950) e Il Potere dello Spirito (1951-1975).